# Венс (Алабама)
Венс (енгл. Vance) град је у америчкој савезној држави Алабама. По попису становништва из 2010. у њему је живело 1.529 становника.

## Демографија
Према попису становништва из 2010. у граду је живело 1.529 становника, што је 1.029 (205,8%) становника више него 2000. године.
| Група             | 2000.       | 2010.         |
| Белци             | 486 (97,2%) | 1.301 (85,1%) |
| Афроамериканци    | 3 (0,6%)    | 110 (7,2%)    |
| Азијати           | 0 (0,0%)    | 9 (0,6%)      |
| Хиспаноамериканци | 6 (1,2%)    | 86 (5,6%)     |
| Укупно            | 500         | 1.529         |